# شیموتسوما، ایباراکی
شیموتسوما در استان ایباراکی در کشور ژاپن  واقع شده‌است  که دارای جمعیت ۴۵٬۹۱۸ نفر و مساحت ۸۰٫۸۸ کیلومتر مربع با تراکم جمعیت ۵۶۸  نفر در کیلومترمربع است و در تاریخ ۱ ژوئن ۱۹۵۴ به عنوان شهر شناخته شد.